# Église Saint-Jean-Baptiste de Benquet
Pour les articles homonymes, voir Église Saint-Jean-Baptiste.
L'église Saint-Jean-Baptiste est l'une des deux églises de la commune de Benquet, dans le département français des Landes. Elle est une étape sur la voie limousine du chemin de pèlerinage de Saint-Jacques-de-Compostelle.

## Présentation

### Église primitive
Au IXe siècle, à l’époque carolingienne, une église Saint-Jean aujourd'hui disparue est construite dans la partie orientale du cimetière actuel du quartier Saint-Jean.
En 1572, année du massacre de la Saint-Barthélemy, elle est ravagée et pillée par une bande armée du huguenot Montgomery, alors que la région est en proie aux guerres de Religion depuis plusieurs années déjà, et le prêtre Jean Pescay est assassiné. L’église Saint-Médard de Mauco, également saccagée en 1569, devient annexe de Benquet.
En 1757, un collatéral (bas-côté) y est adjoint, utilisant des matériaux de récupération de l'église de Saint-Pé-d’Alis, désaffectée depuis quatre-vingts ans. Quelques années plus tard, les Benquétois se réunissent « au sons de la cloche » de l'église, le 9 mars 1789, pour préparer les États généraux.
Le curé de la paroisse d'alors, Pierre de Laborde, dessert cette église principale et ses succursales. En raison de la loi sur la constitution civile du clergé votée le 12 juillet 1790, l’Église perd son indépendance financière et se trouve désorganisée, tandis que les clercs ayant prêté serment deviennent des « fonctionnaires publics ecclésiastiques ». Pierre de Laborde disparaît fin 1792. Devient-il clandestin en se cachant au « claous de la misse » (bois de la messe) ? Ou émigre-t-il en Espagne, à la Rhune ?
Pierre Tastet, séminariste de 25 ans, le remplace. En 1793, après l’exécution du roi Louis XVI, la déchristianisation est massive, et la situation des prêtres, réfractaires ou constitutionnels, devient très difficile. Pierre Tastet abdique ses fonctions religieuses. On le retrouve en Chalosse, où il fréquente à Lahosse l’ex-« proconsul » révolutionnaire Pierre-Arnaud Dartigoeyte, et à Baigts, l’abbé Barber dont il épouse la nièce, Garcy Pinaqui. Il éduquera lui-même leurs huit enfants tout en assumant la charge de notaire dans ce village.
À Benquet, le 11 juin 1801, la paroisse ne comprend plus que deux églises : Saint-Jean et l'église de Saint-Christau. Le desservant s’appelle Agnet Sentets. Il préside une assemblée des « principaux habitants et confrères » après la messe. Huit marguilliers sont nommés ou reconduits pour un an comme gestionnaires de deux fabriques et six confréries ou œuvres pieuses.

### Église actuelle
En 1877 et 1878, des évêques successifs demandent que l'église Saint-Jean soit reconstruite. En 1879, monseigneur Delannoy entre dans le village, escorté par 35 jeunes Benquetois à cheval. « Sa grandeur recommande avec instance l’œuvre de la reconstruction de l’église principale ». On s’y résout vers 1885, et l'église actuelle, dédiée cette fois-ci non plus à saint Jean mais à saint Jean-Baptiste, sort de terre.
Le terrain est offert par Marie Camille Herminie (1838-1902), fille cadette du marquis de Cornulier, devenue comtesse de Lonjon par son mariage en 1857. Celle-ci met également des carrières de sable à disposition. Le conseil de fabrique lance une souscription de 35 000 francs. On fait appel aux plus aisés pour le financement des sculptures des chapiteaux. Leurs initiales y restent gravées. Le mobilier et l’ornementation coûtent 13 686 francs. Le tympan du portail est récupéré sur l’ancienne église. On renonce à édifier la flèche du clocher par manque de fonds. Le haut-relief de l’autel, inspiré de La Cène de Léonard de Vinci, est sculpté en 1887 par Jean-Éloi Ducom. Les vitraux retracent la vie de Jean-Baptiste, saint patron de la paroisse et de l'église. Ils sont fabriqués en 1887 dans l'atelier de Gustave-Pierre Dagrant, peintre verrier à Bordeaux.
Le 11 avril 1888, Mgr Victor Delannoy, évêque d'Aire, consacre cette nouvelle église dans une cérémonie spécifique à laquelle participent 25 ecclésiastiques et une foule très nombreuse. Une croix rouge gravée sur chaque pilier atteste de cet événement. Les décors intérieurs débutent vers 1890 et sont achevés en 1893 (un remaniement décoratif sera réalisé en 1915). Le dimanche 5 mars 1893 sont bénies trois cloches neuves (surnommées  Mathilde, Marie et Léonie) formant l’accord parfait majeur, pesant respectivement 179, 309 et 616 kg et coûtant 4 520 francs, compte tenu de la refonte des trois cloches anciennes.

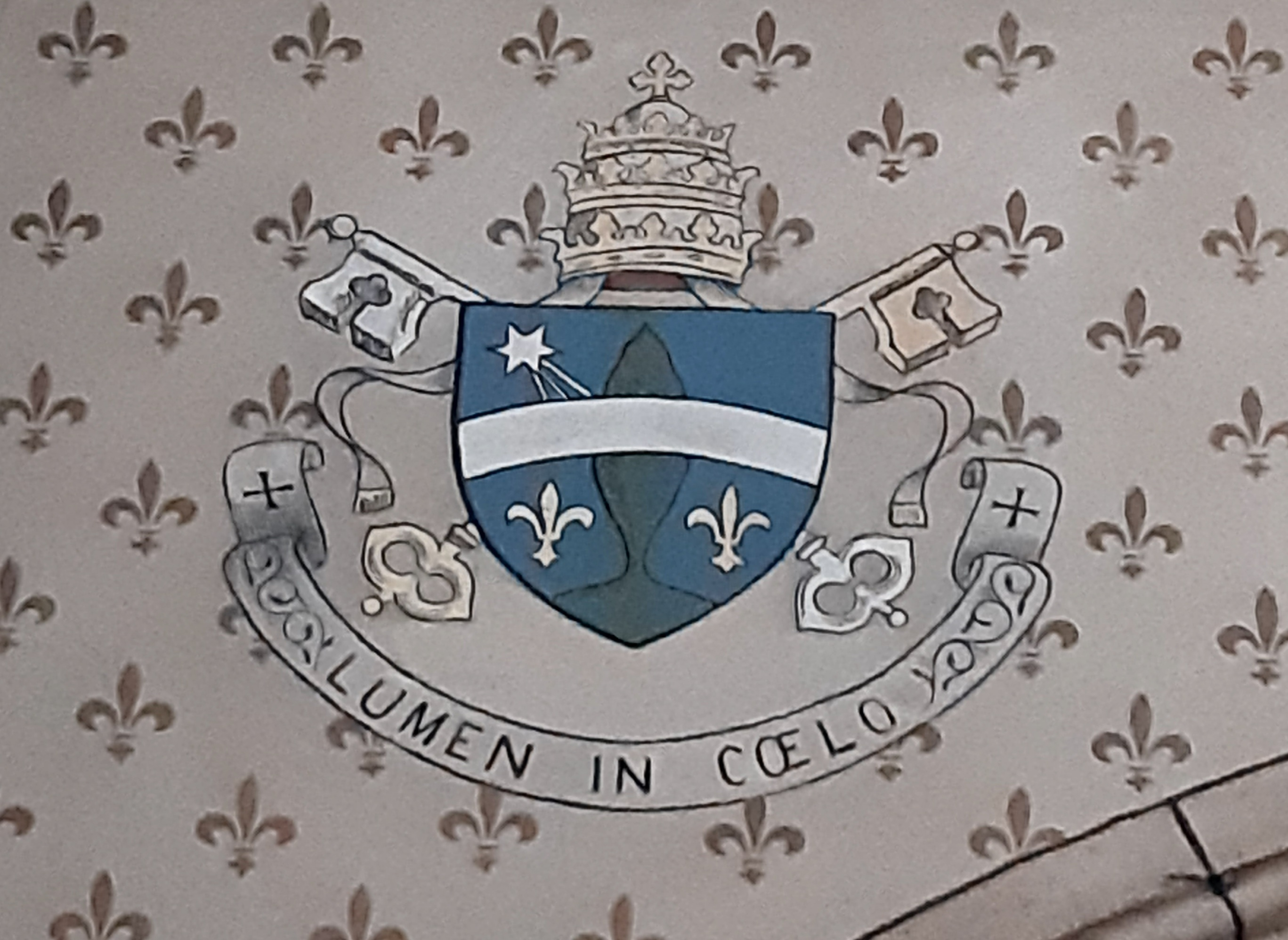
Devise et blason de Léon XIII, pape au moment de la consécration des lieux.
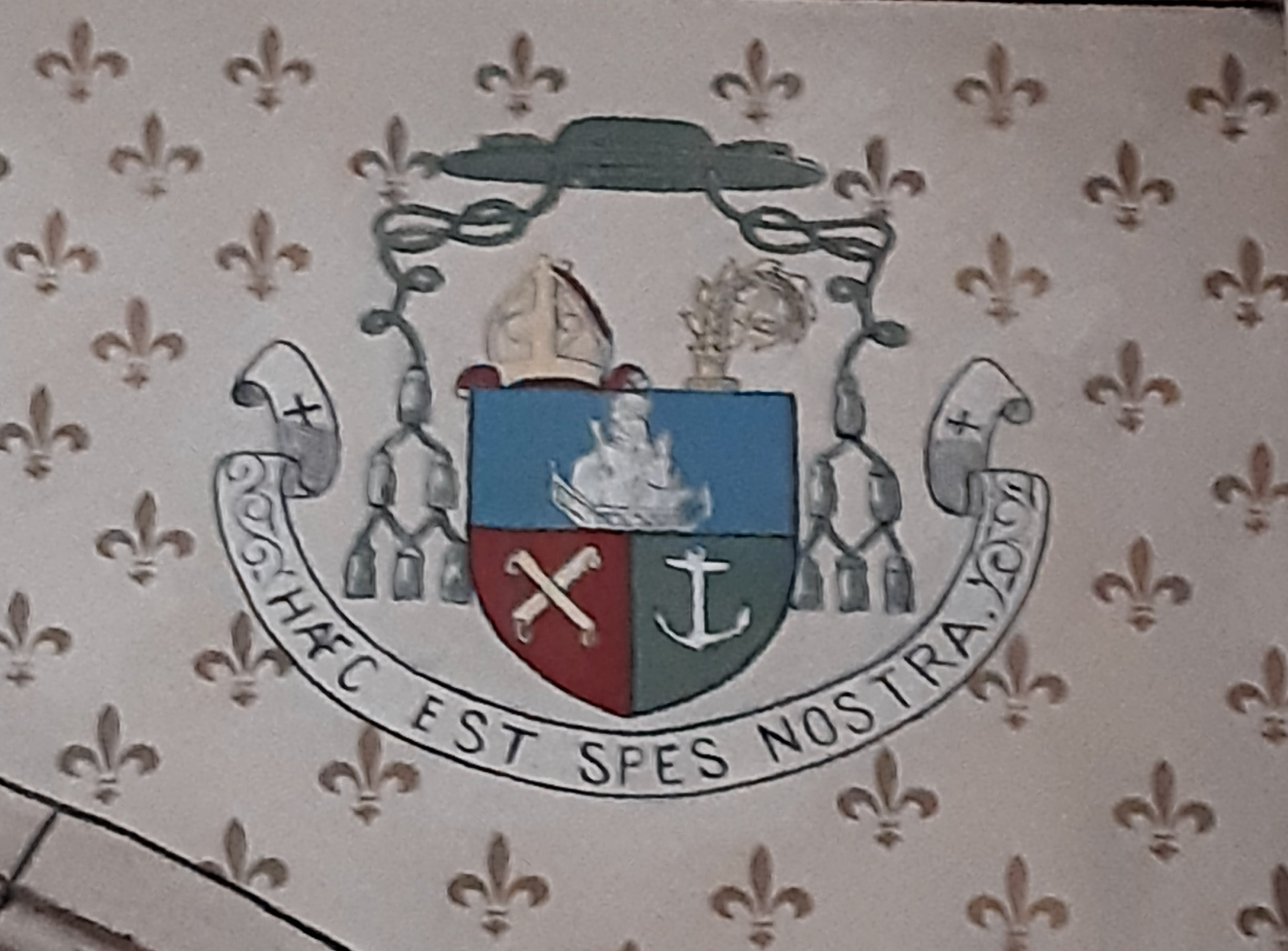
Devise et blason de Victor Delannoy, évêque qui a consacré les lieux.

L'église est rattachée de nos jours au « relais paroissial » de Benquet, constitutif de la paroisse Saint-Martin-du-Marsan, créée le 8 septembre 1996, et qui regroupe sept villages. Elle est rénovée intérieurement et extérieurement de 2019 à 2020 : l'usure et les fragilités structurelles de l'édifice concernant le clocher et sa charpente, son horloge, les enduits et crépis extérieurs, les vitraux, les parements et les peintures intérieures nécessitaient en effet une restauration de grande ampleur. Celle-ci débute en juillet 2019 et la réouverture au public a lieu pour la messe de Noël 2020.

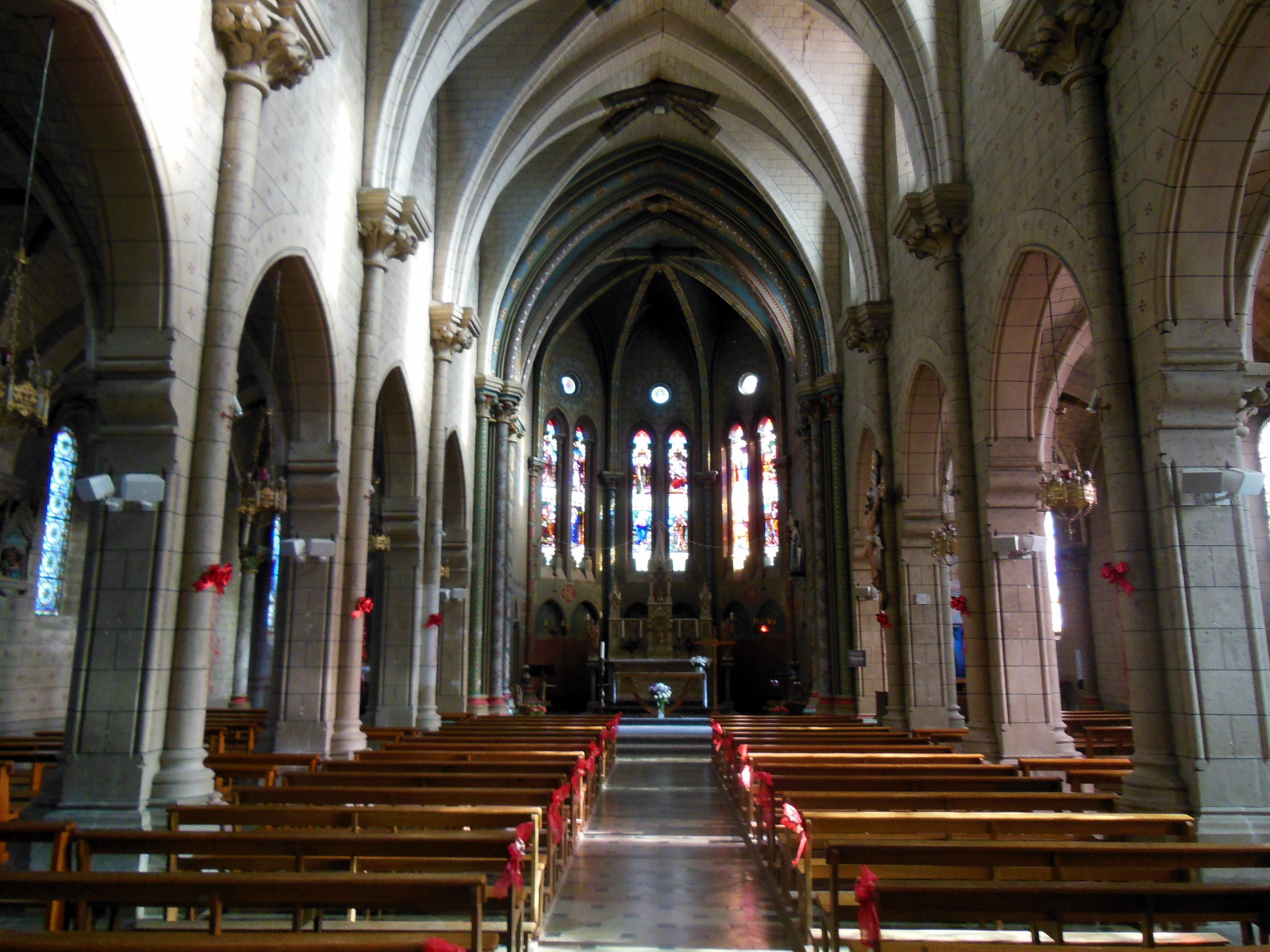
La nef.
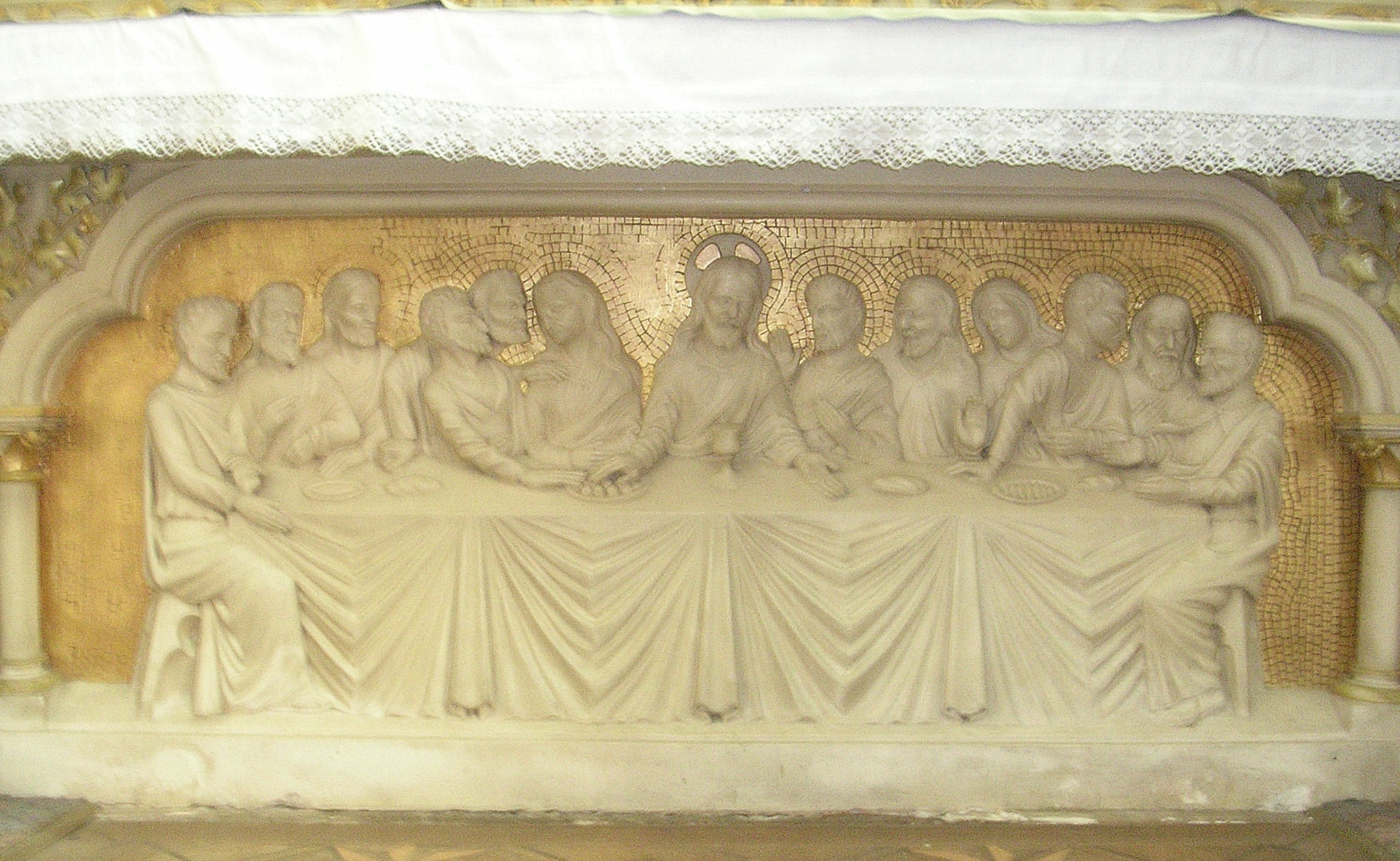
Sculpture de l'autel par Jean-Éloi Ducom
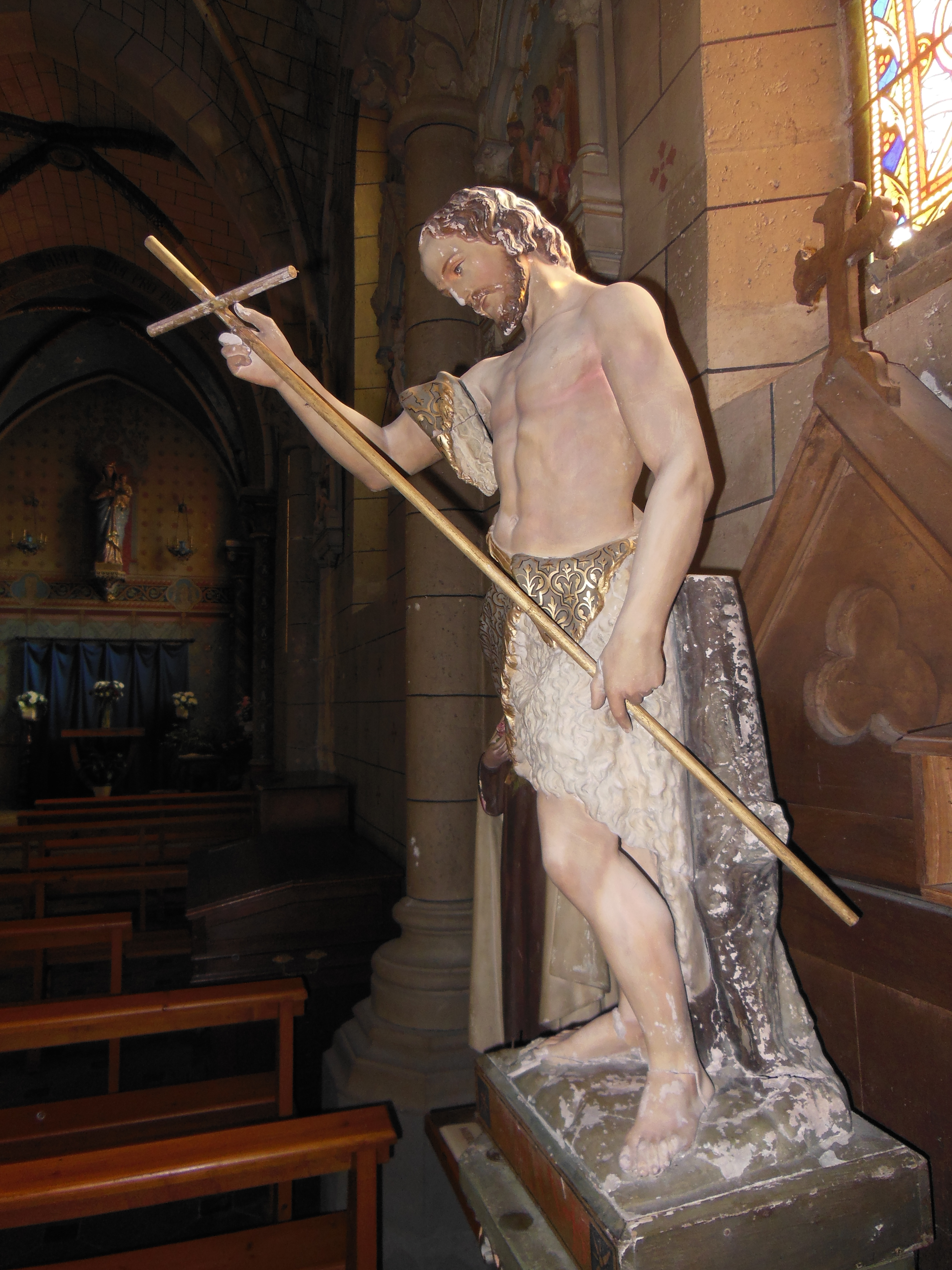
Statue de saint Jean-Baptiste.

## Les vitraux

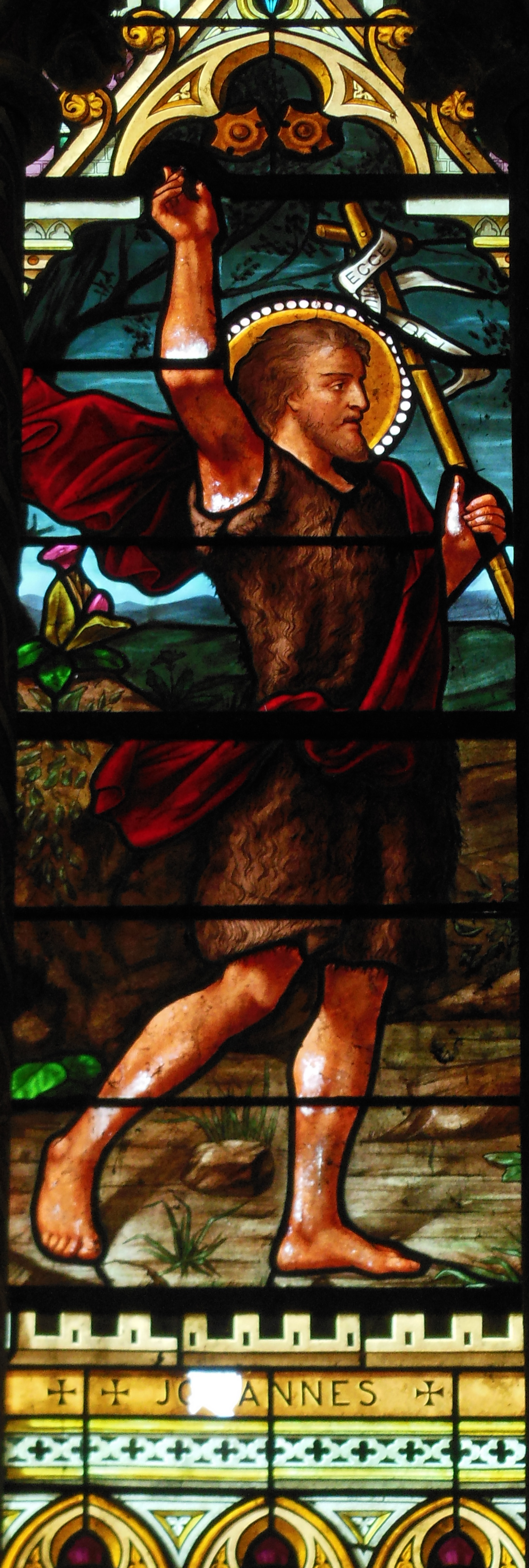
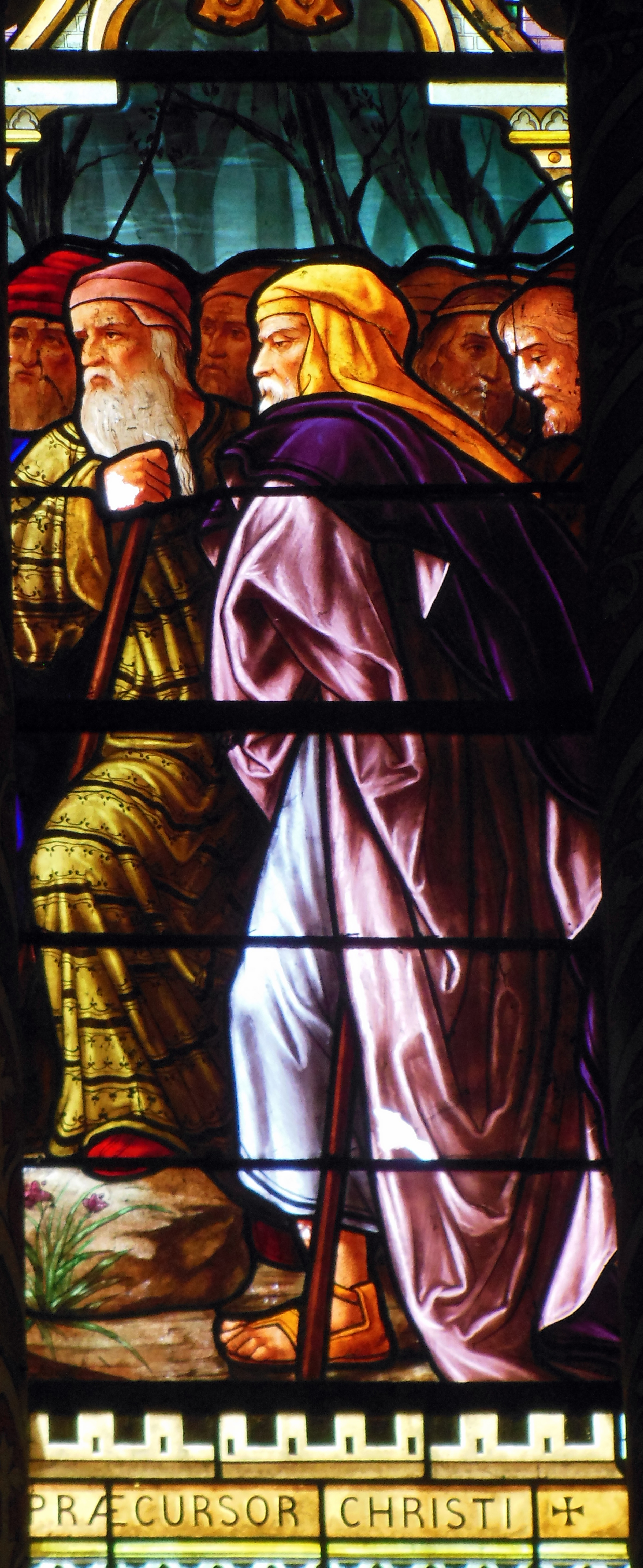

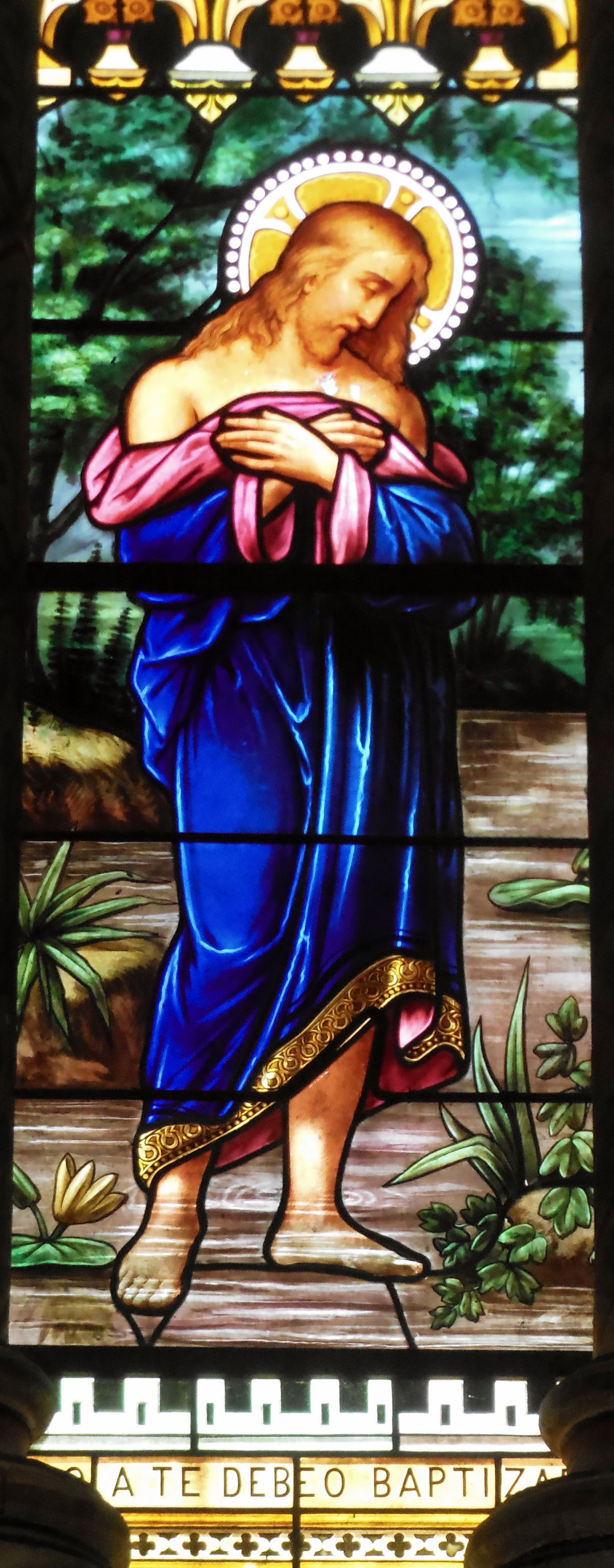
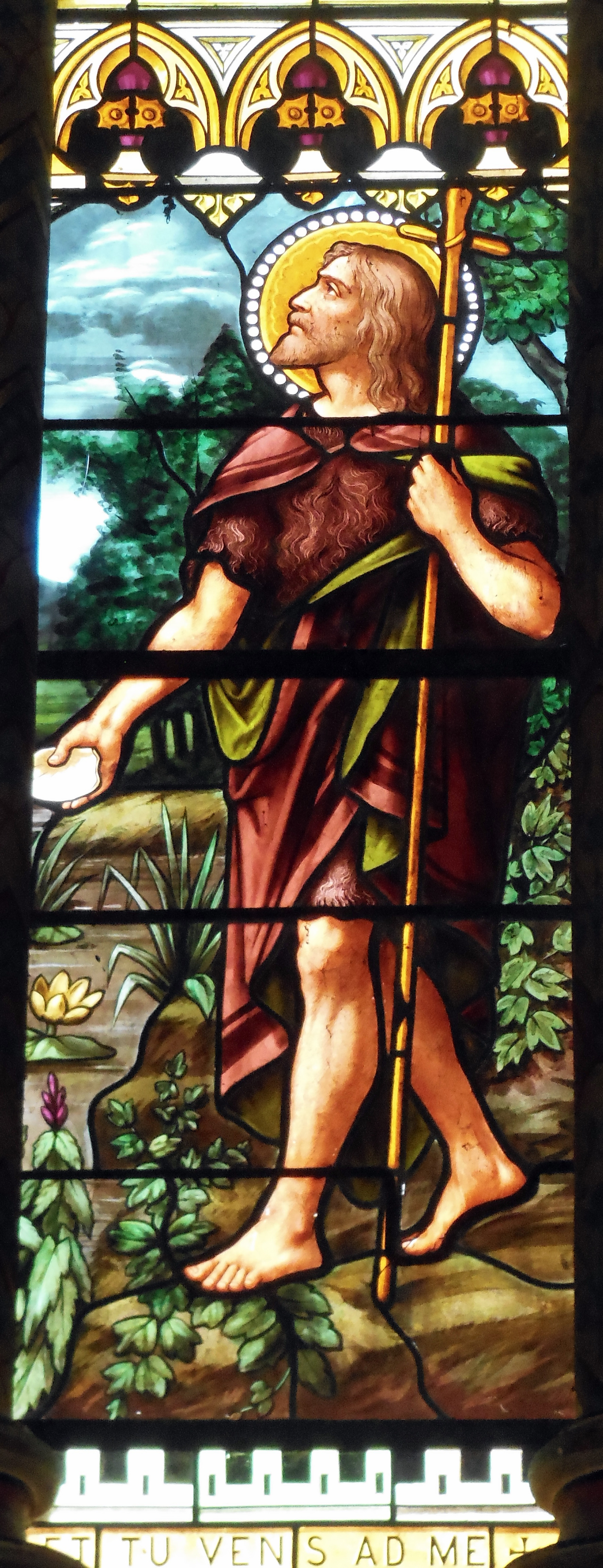

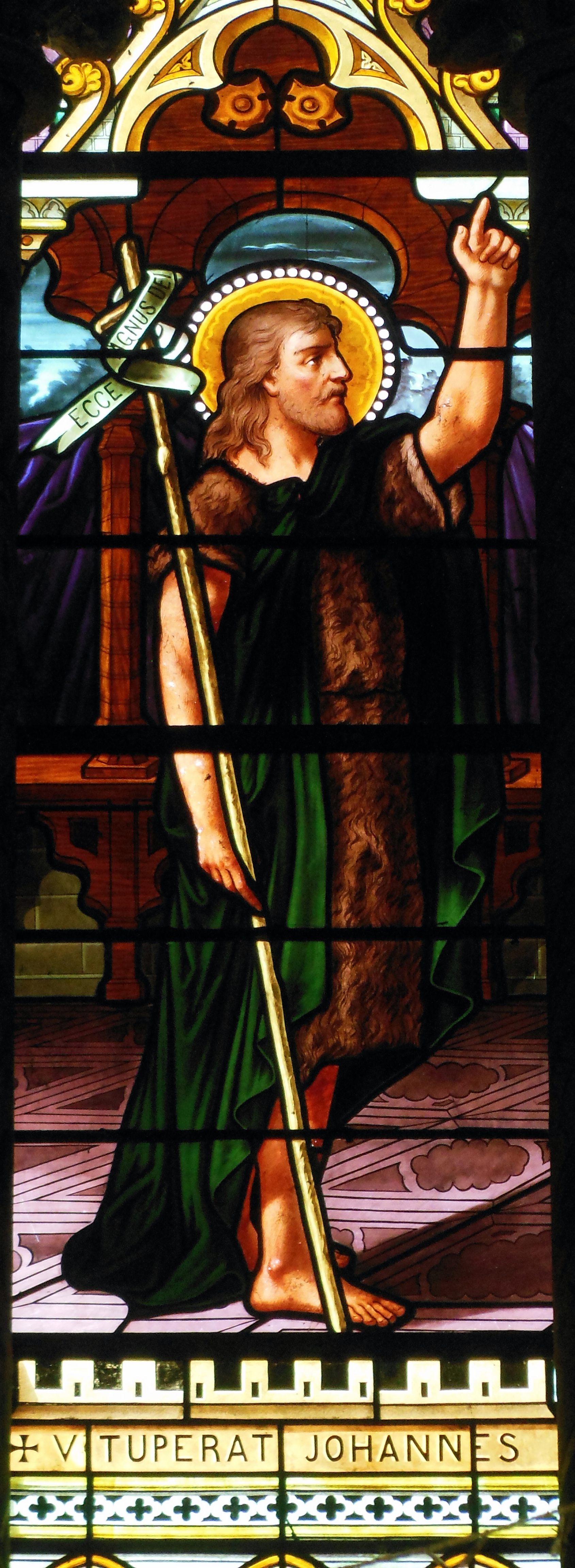
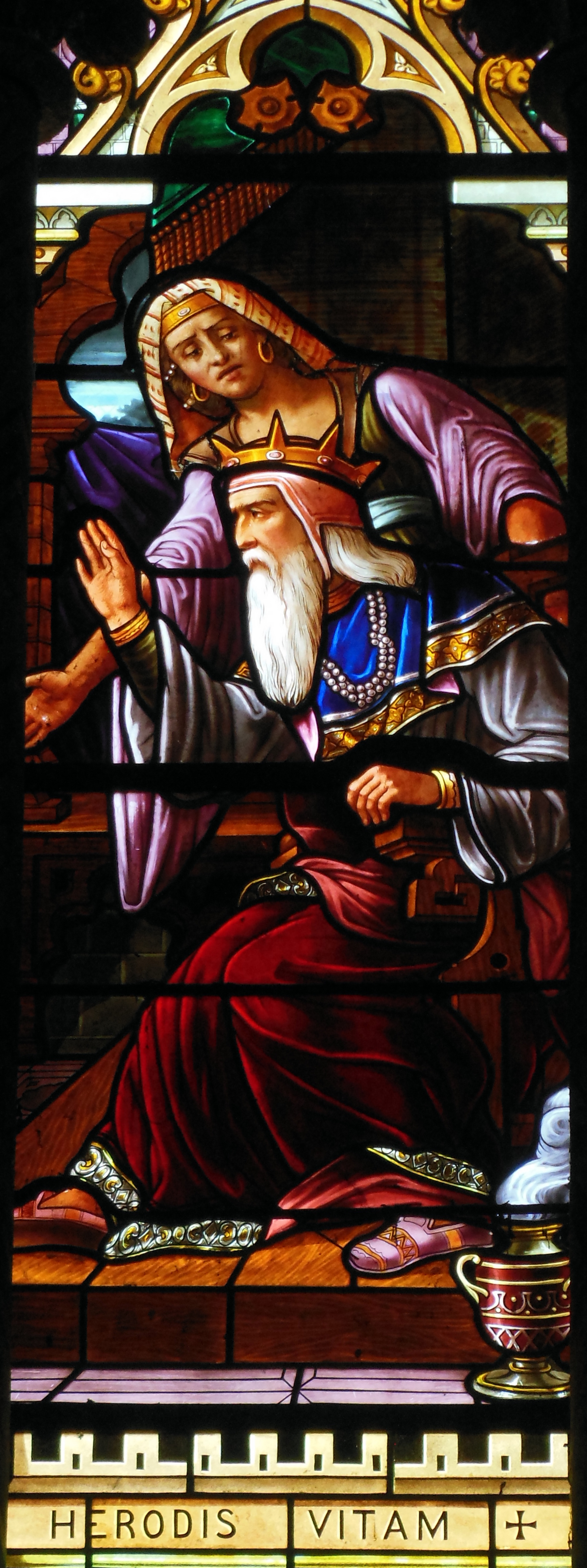

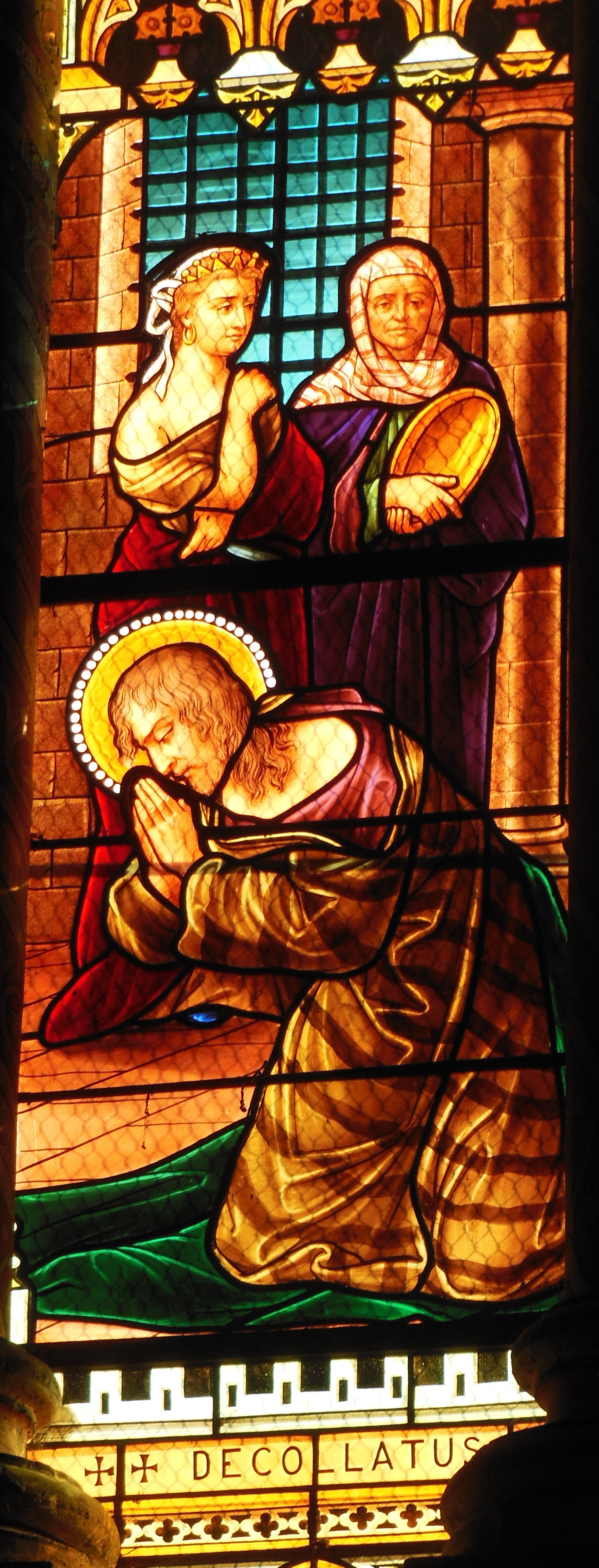
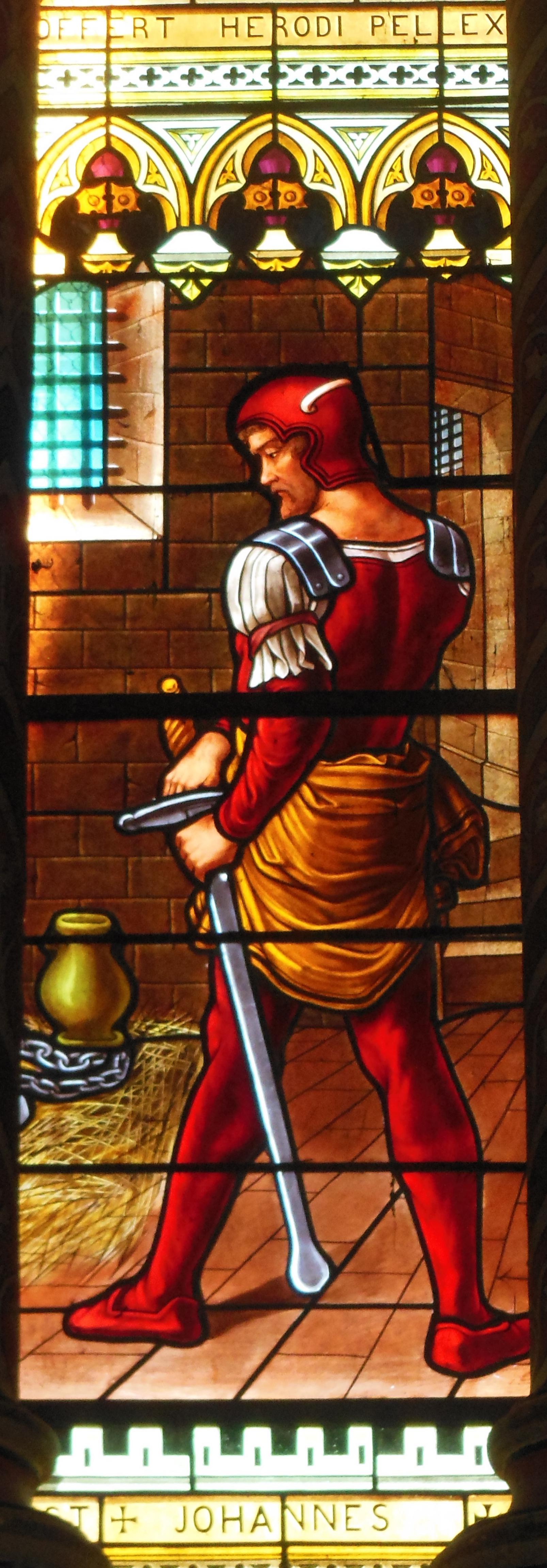

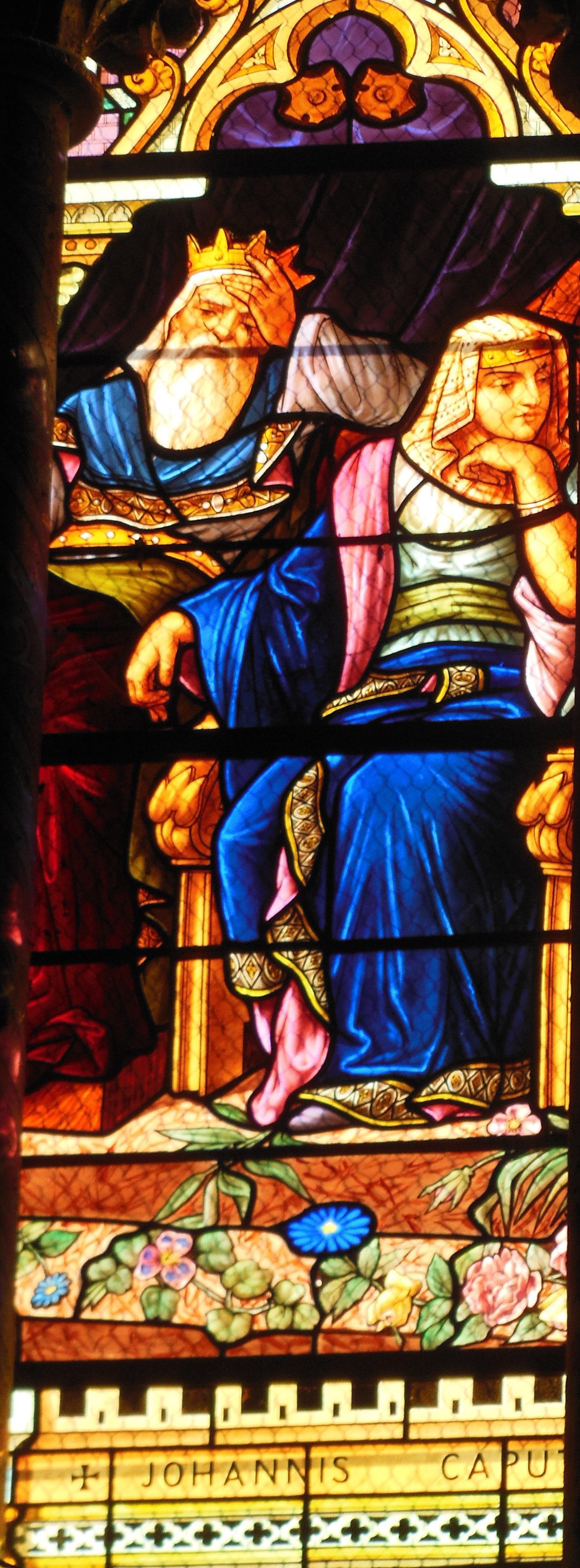
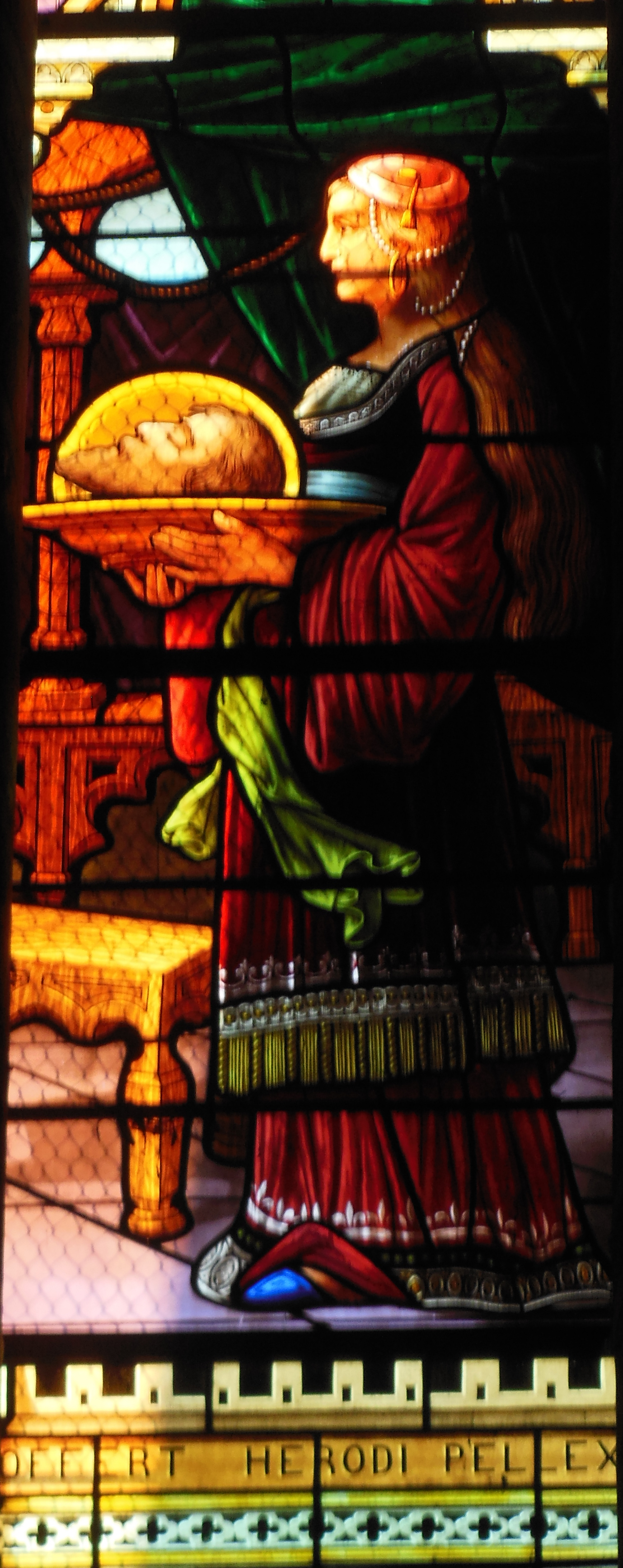

Les vitraux sont fabriqués en 1887 dans l'atelier de Gustave Pierre Dagrant, peintre verrier à Bordeaux. Ils retracent la vie de Jean-Baptiste, saint patron de l'église

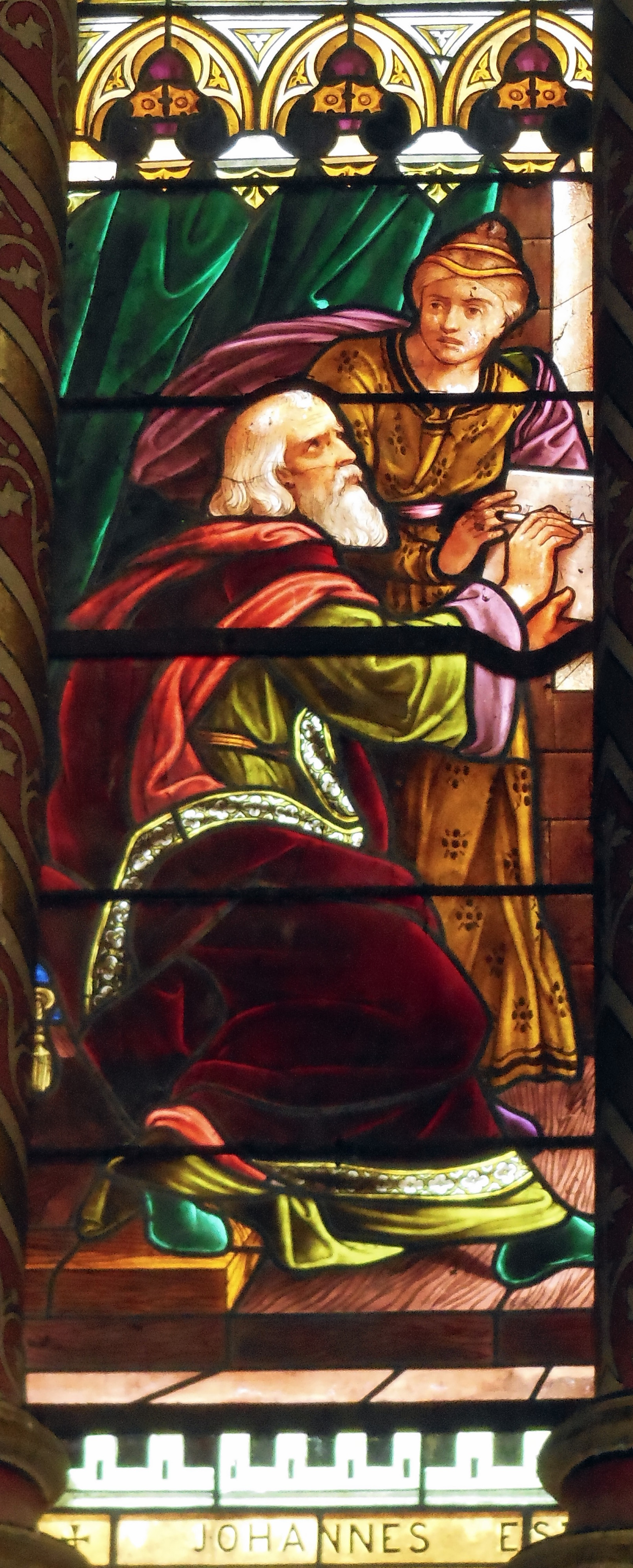
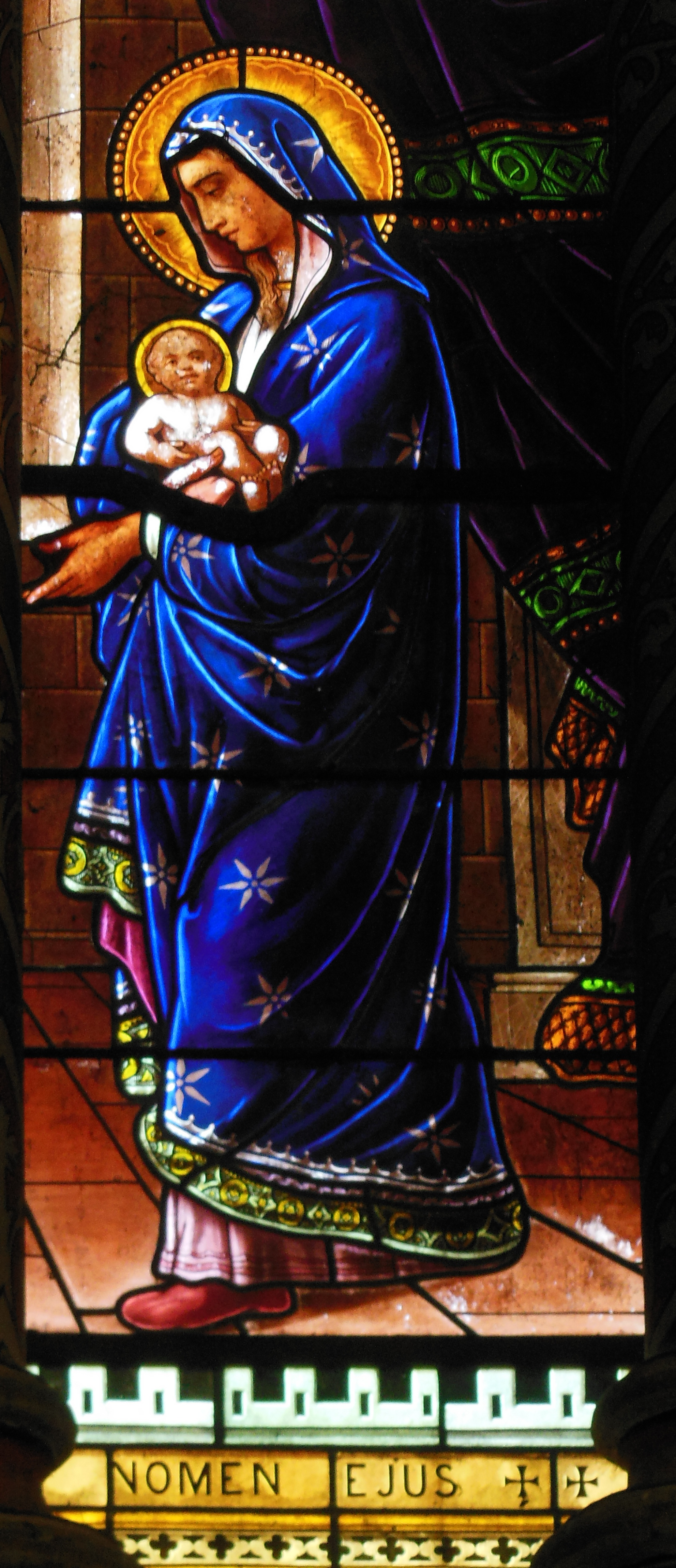

## Cimetière
Dans le cimetière, situé à l'arrière de l'église, sont visibles les sépultures du marquis de Cornulier, surnommé l'« ami des pauvres », dans un tombeau fait en granit de Bretagne et qui serait la réplique de celle de Chateaubriand, et celles de la femme et du fils de Jean-Baptiste Papin, comte de Saint-Christau, enterré au Panthéon.

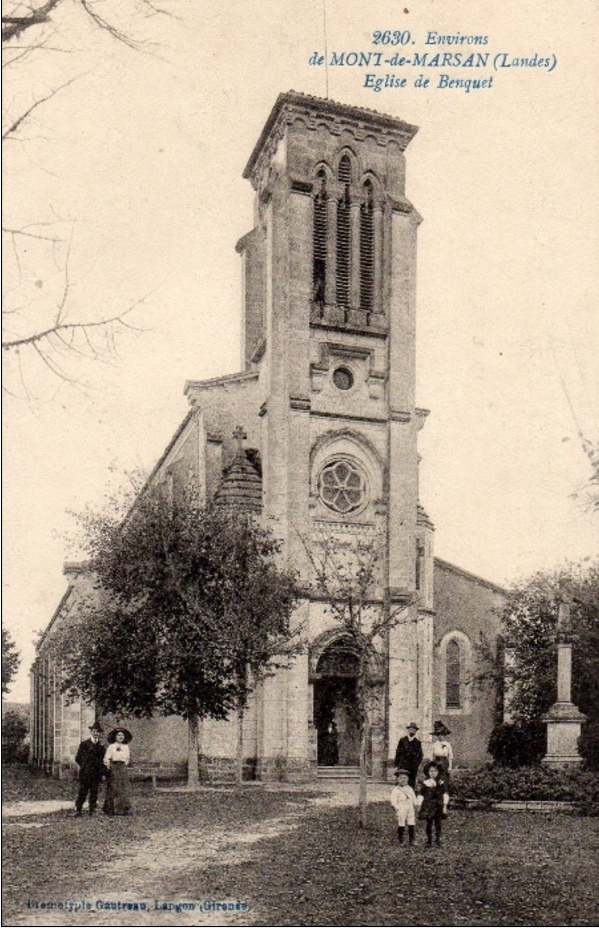
Photo ancienne de l'église de Benquet. Le cimetière se situe à l'arrière.
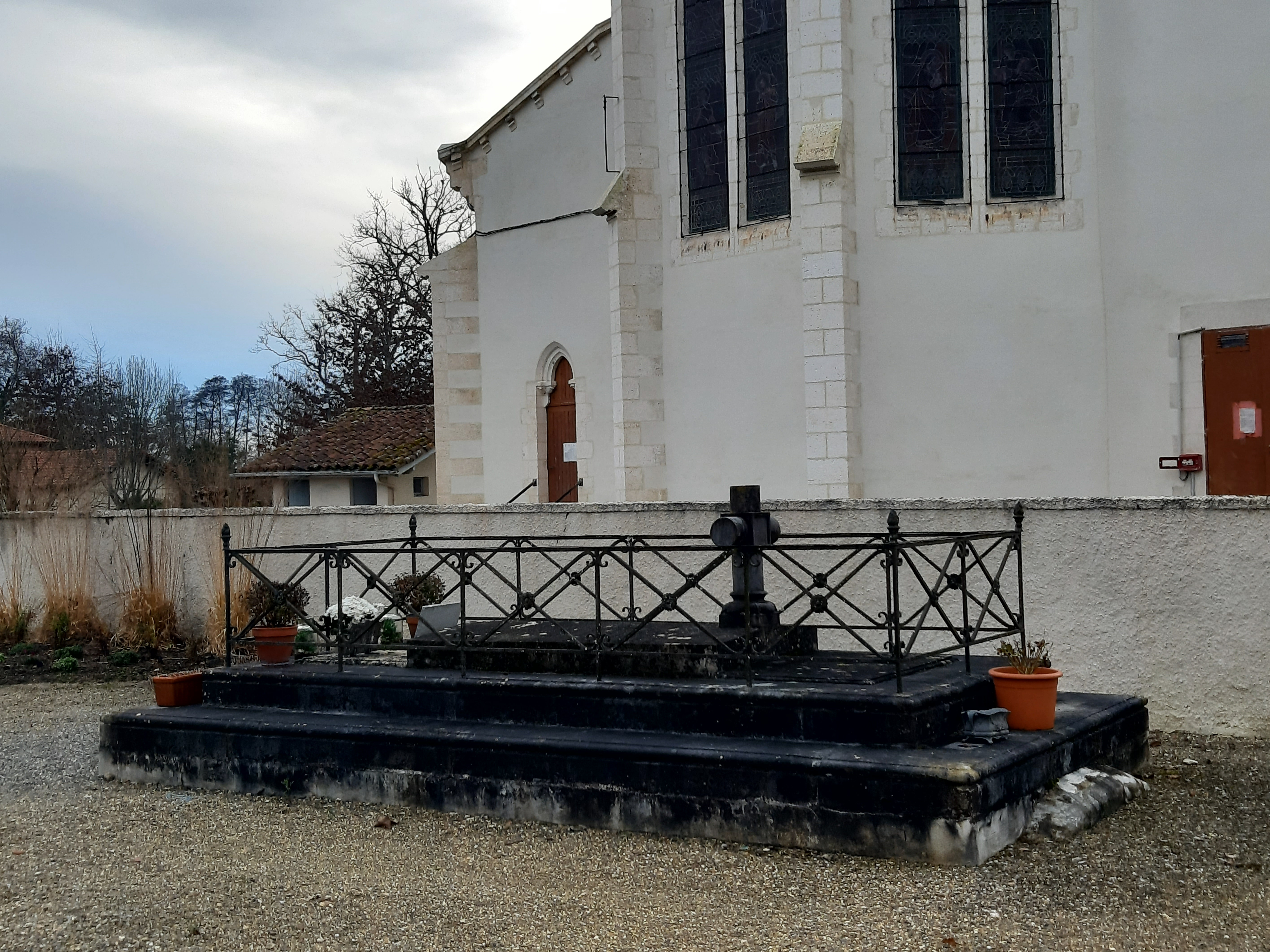
Tombe du marquis de Cornulier, de son épouse. Sont également inhumés à cet endroit leur petite-fille Yvonne de Lonjon (15 mai 1858 - 3 septembre 1943), son mari Charles Maurice, vicomte de Laurens Castelet, (30 octobre 1850 - 20 décembre 1920), le fils du couple le comte Joseph de Laurens Castelet, (13 décembre 1882 - 18 juin 1935) + le comte François de Laurens Castelet (1943-2019)
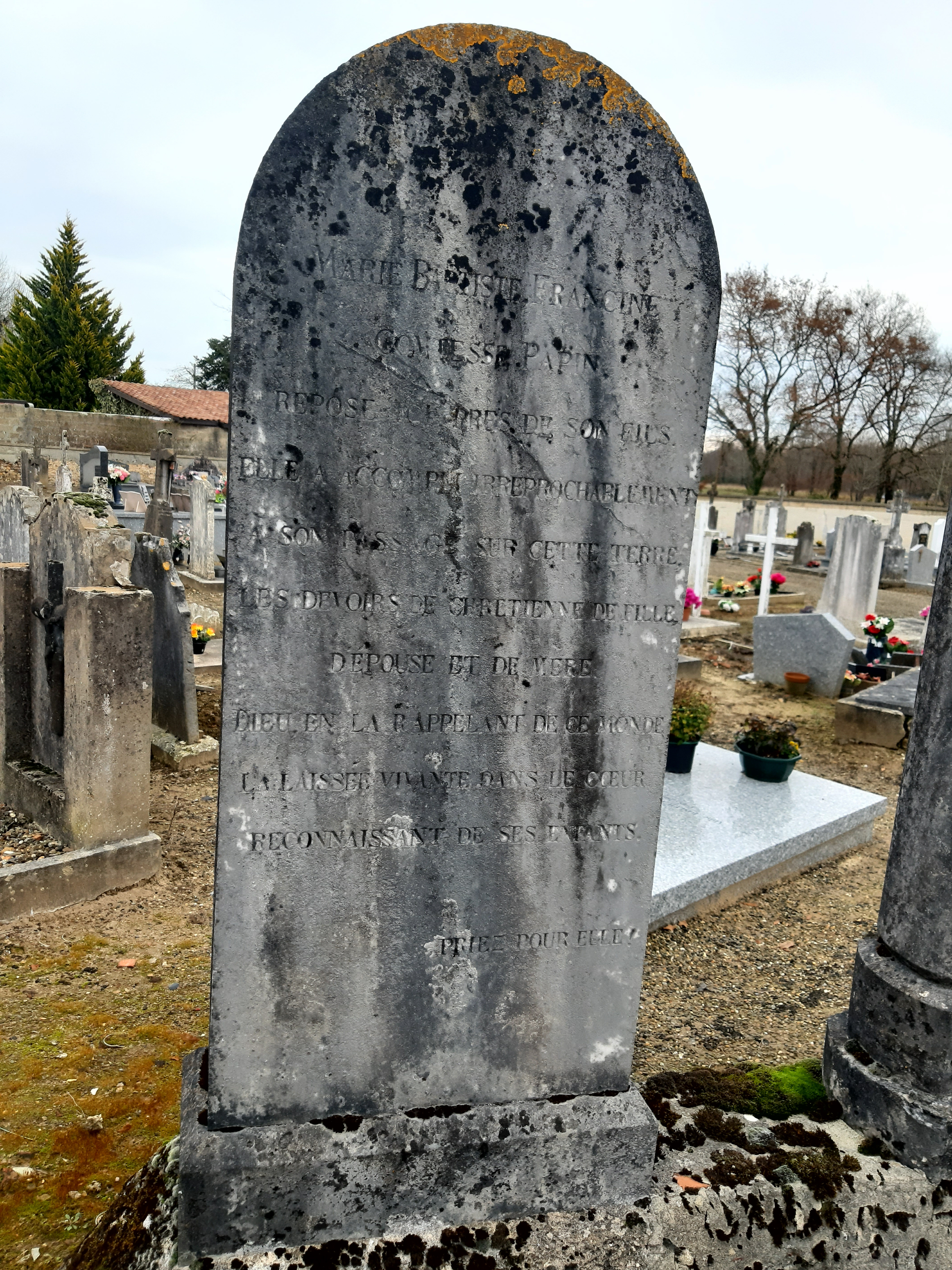
Tombe de Marie Baptiste de Francine, épouse de Jean-Baptiste Papin, premier comte de Saint-Christau.
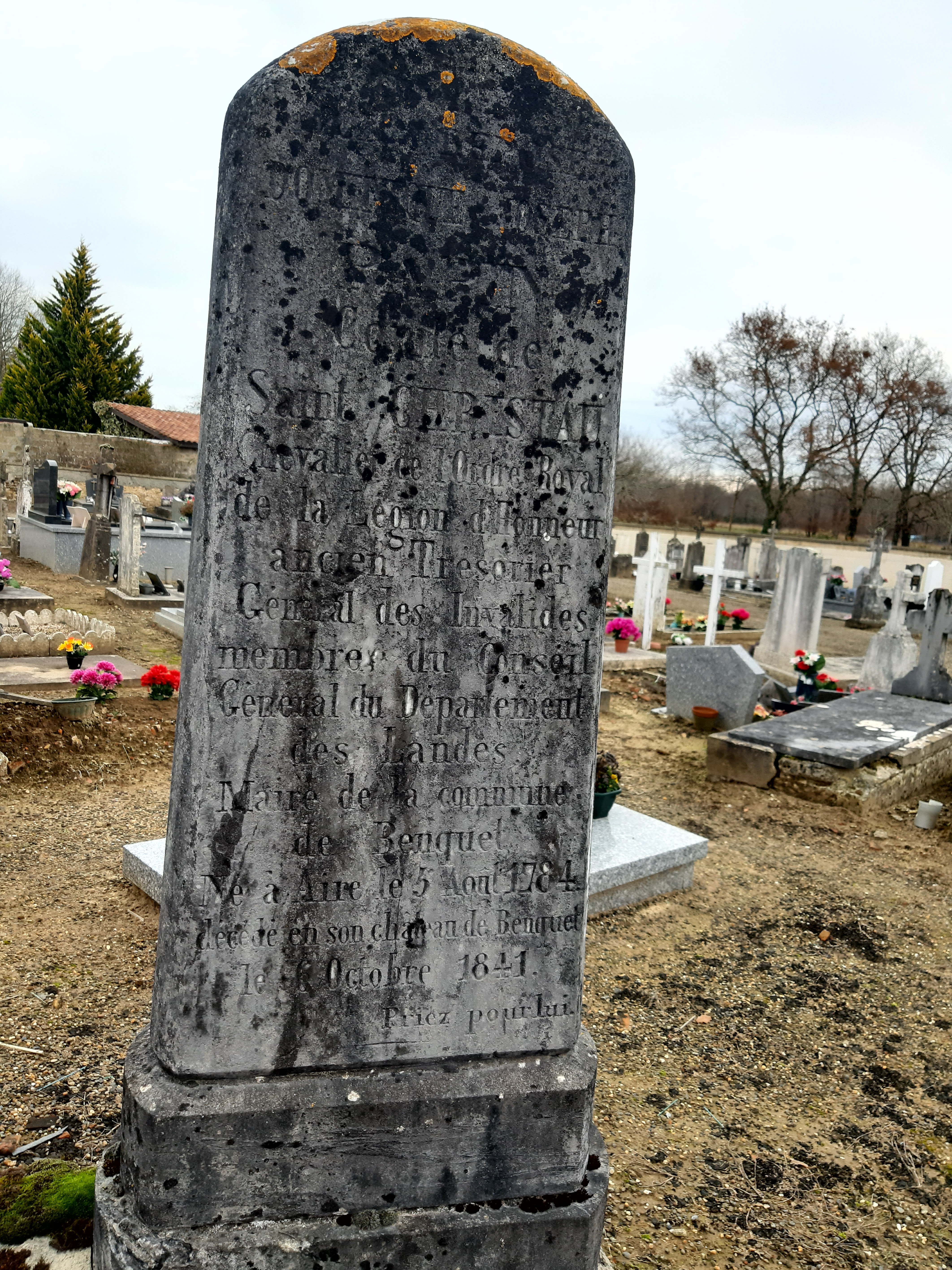
Tombe de Joseph Dominique Papin, né le 5 août 1784, fils de Marie Baptiste de Francine et de Jean-Baptiste Papin. Deuxième comte de Saint-Christau et maire de Benquet, où il meurt le 6 octobre 1841.
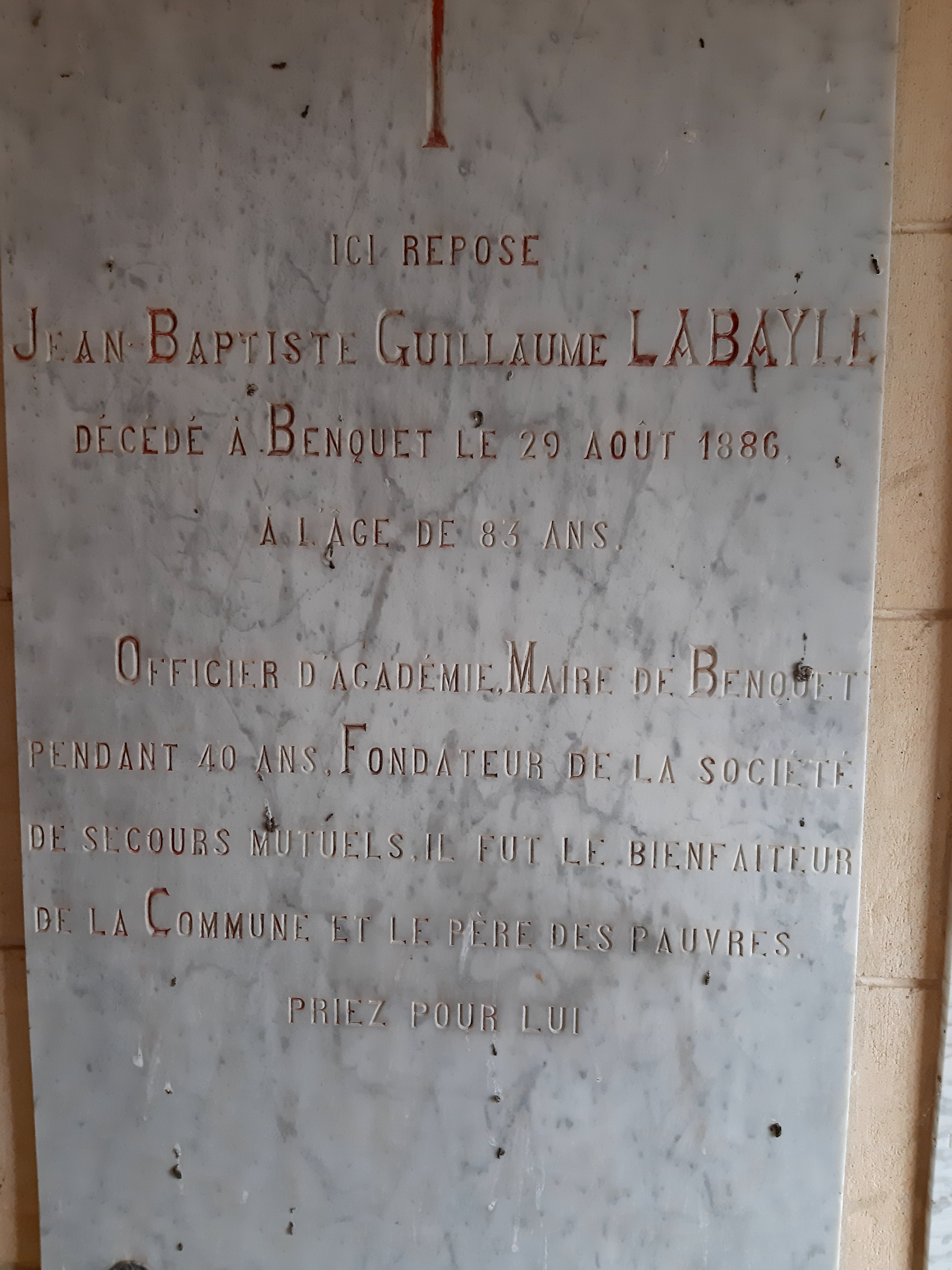
Tombe de Jean-Baptiste Guillaume Labayle, maire de la commune de 1850 à 1853 puis de 1860 à 1870

## Ancienne paroisse de Saint-Pé-d'Alis
Une petite église existait à Benquet dans l'actuel quartier de la Chine du nom de Saint-Pé-d'Alis. De nos jours, il n'en reste pratiquement plus aucune trace, mais une parcelle de terre cultivée porte encore le nom de Sent Pe, signifiant Saint Pierre en gascon.
Jusqu'en 1677, cette petite paroisse est desservie alternativement avec Saint-Jean-Baptiste. Mais cette année-là, il est décidé de la réunir à celle de Benquet. Les habitants sont en effet à moins de 2 km de l'église principale, par le chemin aujourd'hui disparu menant à Hourcariou.
Comme ils sont devenus peu nombreux, ils n'ont plus les moyens d'assumer la charge financière d'un édifice religieux en propre. Toutefois, il leur est toujours possible de choisir les sépultures dans le cimetière entourant l'église désaffectée. Le petit cimetière n'est finalement utilisé que pendant deux générations après l'arrêt du culte. On apprend en effet qu'il est entièrement abandonné un demi-siècle plus tard. On relève qu'en 1750, il est devenu comme une petite forêt, couvert d'arbustes et de chênes de vingt ans.
À l'époque de l'arrêt du culte à Saint-Pé-d'Alis, il est à signaler que ses habitants appartenaient au même taillable (cellule fiscale de la taille, impôt levé sur les roturiers sous l'Ancien Régime) que ceux de Benquet et que la sortie de la messe à Saint-Jean-Baptiste deviendra l'occasion de discuter avec les fidèles du bourg de leurs préoccupations communes.
En 1757, des matériaux de l'ancienne église Saint-Pé-d’Alis sont récupérés pour la construction d'un collatéral adjoint à la première église Saint-Jean. Une statue de saint Pierre perpétue depuis 1894 dans l'église actuelle le souvenir de la chapelle disparue.